# Савочкіно (Ленінградська область)
Савочкіно (рос. Савочкино) — присілок у Всеволожському районі Ленінградської області Російської Федерації.
Населення становить 25 осіб. Належить до муніципального утворення Бугровське сільське поселення.

## Історія
Від 1 серпня 1927 року належить до Ленінградської області.

## Населення
| 2007 | 2010 | 2017 |
| ---- | ---- | ---- |
| 0    | ↗22  | ↗25  |